# Productor de cine

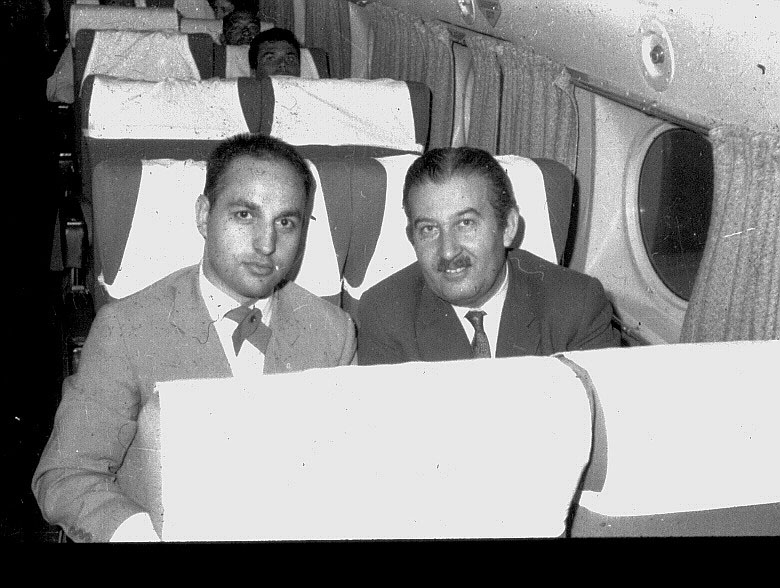
A la izquierda, Enrique Gutiérrez, y a la derecha, Alejandro Kerk. En la película Chambú, de 1962, Gutiérrez fue productor ejecutivo y Kerk fue el director.

El productor de cine o productor cinematográfico es, en la industria cinematográfica, el representante legal de una obra cinematográfica y el responsable de los aspectos organizativos y técnicos de la elaboración de una película, complementando así la actividad creativa del director. Está a cargo de la contratación del personal, de la financiación de los trabajos y del contacto con los distribuidores para la difusión de la obra.

## Roles y denominaciones
En muchos aspectos, su tarea se superpone estrechamente a la del director, especialmente en el control del elenco y de la selección del equipo artístico (director de fotografía, montador, personal de efectos especiales, director artístico, compositor, etc.) que colaborarán en la producción; estas atribuciones significaron que durante los primeros años de la industria cinematográfica de Hollywood el productor fuera en gran medida responsable de la estética y el contenido de sus productos. Un caso famoso fue el de Howard Hughes, quien ejerció un férreo control sobre los directores a quienes contrataba, aunque este tipo de relación fuera frecuente en el llamado sistema de estudios de Hollywood, vigente hasta fines de los años 50.
Con las crecientes necesidades de financiamiento y mercadotecnia provocadas por la renovación de la industria en los años 1980, el productor ha vuelto a cobrar un papel importante, y algunos de ellos (como Jerry Bruckheimer) son figuras tan identificables como cualquier director por las características de sus producciones.
La palabra «productor» se utiliza indistintamente para designar tanto la figura del empresario cinematográfico como la del profesional encargado de liderar la producción de una película. En algunas ocasiones estas dos figuras son coincidentes en la misma persona, pero en otros casos el empresario contrata a un profesional delegando en él la responsabilidad.
Los diferentes adjetivos que pueden aplicarse al productor suelen definir su estatus real en la película. Según la nomenclatura anglosajona, productor ejecutivo (executive producer), productor de línea (line producer), productor consultor (consulting producer) o productor (producer), definen diferentes figuras. El productor ejecutivo es el empresario o representante de la empresa, mientras que productor y productor de línea se refiere a los profesionales a cargo de la producción. Otros cargos de producción o créditos que se otorgan son: coproductor, productor asociado, jefe de producción externo (nombrado por el seguro de buen término), gerente de producción, coordinador de producción, productor de campo, asistentes de producción. Otros que forman parte del organigrama de producción son todos los asesores externos, contratados por el departamento de producción como: asesores jurídicos, asesores contables, publicistas, médicos, etc.
Según la nomenclatura española, cuando se nombra al productor normalmente se habla del empresario y cuando se alude al profesional suele ser bajo las denominaciones de productor ejecutivo o director de producción.

## Proceso de producción típico
El proceso de producción típico termina con la primera copia o copia cero. Es el momento exacto en el que se puede exhibir la obra y reproducir cuantas copias se requieran.
Desde un principio nos encontramos con dos posibilidades: el proceso va a comenzar cuando el productor se plantea la realización de un filme; la otra es que el proceso va a iniciarse cuando se comienza a trabajar para adquirir la película.
Con la primera se va a hablar de un proceso de sentido amplio, y con la segunda, de un proceso de sentido estricto.
El momento en el que se va a producir un filme se puede decir que es el momento justo donde se comienza a trabajar en la producción del rodaje.
El primer camino es la etapa de la pre-preproducción, que va a terminar cuando se comienza la preparación de rodaje.

### Preproducción
El productor debe dar cuenta de dos elementos principalmente, uno de ellos es el problema financiero y otro el problema económico. El problema financiero se da en la búsqueda de los medios financieros para la realización de la película, mientras que el problema económico se refiere a la total recuperación de la inversión.
Hasta que no se hagan las previsiones del plan de trabajo, no se va a conocer cual es la suma necesaria para realizar la película.
El productor que posee el guion tiene un elemento de análisis en donde obtiene los datos necesarios en los que funda su decisión para realizar la película y la resolución del problema económico financiero.
La labor del productor se va a ver potenciada cuando, además de estar presente en la elección de la película, contribuya o colabore en la construcción del guion. Aquí aparece un nuevo tipo de productor llamado el Productor-Guionista.
A partir de la disposición del guion se armará el llamado “alto equipo técnico-artístico”, labor del productor, que va a comenzar eligiendo al director de la película.
Otro paso importante es la selección de los intérpretes más importantes; en el momento que se efectúa es cuando ya se posee lo que se denomina “paquete”: disposición del diseño básico de producción.

### Desglose del guion
El desglose de guion será realizado por el director de producción. Se denomina desglose al análisis del guion que sirva para detectar el conjunto de elementos necesarios en el rodaje mismo.
Se tratará de extraer del guion todos los datos significativos necesarios. En primer lugar se hace la división del guion en un número determinado de escenas o secuencias mecánicas. Nos referimos a secuencias mecánicas distinguiéndolas de las secuencias dramáticas, ya que las dramáticas pueden desarrollarse en diferentes escenarios.
Una secuencia dramática puede comprender varias secuencias mecánicas, lo cual se corresponde con una parte de la acción que se va a desarrollar en un mismo escenario sin que se produzcan lapsos de tiempo.
Una vez ya determinadas las secuencias mecánicas, se tratará de obtener todos aquellos datos significativos teniendo en cuenta los accesorios, los números de planos y de páginas, el vestuario y sus complementos, la relación de los personajes, los vehículos y el lugar de la acción y efecto (día/noche).
Sobre el número de planos y de páginas se determinará el tiempo estimado de rodaje de cada secuencia.

### Plan de trabajo
El objetivo principal a la hora de plantearse la realización del plan de rodaje es la obtención de la máxima economía de tiempo.
Existen criterios de un plan de rodaje: por un lado la planificación u orden del rodaje por escenarios y por otro el orden de rodaje que propicie la proximidad temporal de las intervenciones de los intérpretes.
Con el primer criterio se va a crear unidades de rodajes en función de los escenarios. Con el segundo, se tratará de programar en continuidad y con una máxima proximidad aquellas intervenciones no continuadas, reduciendo así los períodos en que los intérpretes deben estar a disposición de la empresa productora.
Mediante el acuerdo de los criterios de producción y dirección se va a confeccionar un plan de rodaje, que constituirá la base del plan de trabajo.

### Fase de preparación de rodaje
Cuando hay financiación ajena, el productor debe conocer las fechas que se producirán los pagos.
Después el director se va a encargar de hacer contrataciones necesarias y para ello se va a necesitar el plan de trabajo y el presupuesto.

### Contratación del equipo técnico
El productor suele ser quien contrata al director. En la contratación del resto de todo el equipo técnico, el director de producción tiene la participación más relevante. Otra participación importante del director de producción es la que hace referencia al establecimiento de las prioridades en la selección-contratación.

### Rodaje
El equipo técnico debe atender diferentes fuentes y va a tener que ofrecer diferentes soluciones.
Generalmente se va a intentar que las primeras semanas de rodaje sea un periodo de relativa exigencia.
El jefe de producción y sus ayudantes van a ser quienes exijan los comprobantes de gastos a cada una de las ramas, para así poder controlar los gastos generales.

Una vez llegado al rodaje la producción ha dejado todo preparado para que las tareas se desarrollen con armonía. En caso de una alteración de los planes, inmediatamente debe ser comunicada al área de producción.
Todos los días que se van a rodar, al finalizar cada toma el secretario de rodaje deberá anotar en el “parte de cámara” si la toma es positiva; debe figurar el número de plano y de toma de acuerdo a los que figura en la claqueta.

### Postproducción
Ya en esta etapa, prácticamente se ha finalizado el contrato con los actores y la mayor parte del equipo técnico.
Los procesos que faltan son de gran importancia, van a definir la calidad final del producto. Así se va a proceder al montaje, al sonido, los trabajos de laboratorio, la edición final, entre otros.
Un ayudante del productor es quien se va a encargar de los aspectos prácticos, mientras que el productor ejecutivo va a seguir con su labor de verificar la marcha del trabajo y administrar los recursos disponibles para lograr una buena película.
Los resultados finales deben ser comparados con aquellos que dieron origen a dicho proyecto.
La etapa va a finalizar con la obtención de las copias completas. La primera copia va a ser muy especial, ya que va a adquirir singularidad, autonomía y prestigio. Pasa entonces a convertirse en una mercancía, en un objeto que tiene valor de uno y que deberá enfrentar su inclusión en la comercialización.